# David Young (baloncestista)
David Martin Young jr. (New Castle, Pensilvania, 18 de agosto de 1981) es un exjugador de baloncesto estadounidense que desarrolló su carrera profesional a lo largo de ocho años en diez países diferentes de América, Europa y Asia. Con 1,96 metros de estatura, lo hacía en la posición de alero.

## Trayectoria deportiva

### Universidad
Jugó durante tres temporadas con los Musketeers de la Universidad de Xavier, en las que promedió 5,4 puntos por partido, siendo transferido posteriormente a los Eagles de la Universidad Central de Carolina del Norte, de la División II de la NCAA, en la que promedió 20,5 puntos y 4,8 rebotes por partido.

### Profesional
Fue elegido en la cuadragésimo primera posición del 2004 por Seattle SuperSonics, pero tras un breve paso por la WBA, fichó por los Fayetteville Patriots de la NBA D-League, donde jugó una temporada en la que promedió 18,5 puntos y 2,2 rebotes por partido, siendo incluido en el segundo mejor quinteto de la NBA Development League tras acabar como quinto mejor anotador de la liga y primero absoluto.
Al año siguiente se marchó a Europa para fichar por el Scandone Avellino de la liga italiana, donde jugó una temporada en la que promedió 18,1 puntos y 3,1 rebotes por partido. Jugó posteriormente en el KK Budućnost Podgorica de Montenegro, regresó a Italia para jugar en el Dinamo Basket Sassari y en verano lo hizo con los Criollos de Caguas, para firmar en 2007 con el ÉB Pau-Orthez de la liga francesa, con los que disputó 12 partidos en los que promedió 12,1 puntos y 3,7 rebotes.
Jugó posteriormente en diferentes ligas asiáticas y europeas, acabando su carrera en los Cañeros del Este de la República Dominicana.